# Isabelle Weingarten

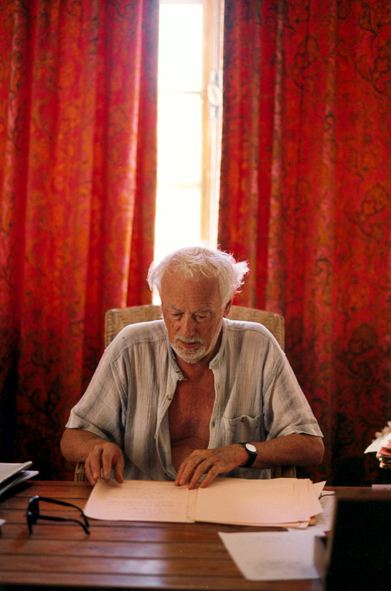
Isabelle Weingarten: Autorčin otec básník a dramatik Romain Weingarten, 1996

Isabelle Weingarten (18. dubna, 1950, Paříž – 3. srpna 2020, Neuilly-sur-Seine) byla francouzská herečka, modelka a fotografka.

## Životopis
Weingarten se narodila v Paříži v roce 1950 do umělecké rodiny. Byla vnučkou Silvie Loeb-Luzzatto a obchodníka s uměním Pierra Loeba ze strany své matky. Na straně otce byl jejím dědečkem polský malíř Joachim Weingart a sochař Muriel Marquet-Pontrémoli.
Objevil ji v roce 1971 francouzský režisér Robert Bresson, který jí nabídl hlavní roli ve filmu Four Nights of a Dreamer. Následně v roce 1973 hrála ve snímku The Mother and the Whore , který režíroval Jean Eustache. Její hlavní činností byla fotografie a od roku 1986 pracovala pro francouzský časopis zabývající se filmovou kritikou Cahiers du Cinéma jako portrétní malířka. V roce 2008 začala studovat díla svého otce básníka a dramatika Romaina Weingartena.
Wiengarten byla v letech 1968 až 1978 vdaná s Benjaminem Baltimorem. Poté si vzala Wima Wenderse, se kterým se v roce 1983 rozvedla. Nakonec měla za muže Oliviera Assayase až do jejich rozvodu v roce 1996.
Weingarted zemřela 3. srpna 2020, bylo jí 70 let.

## Filmografie
- Four Nights of a Dreamer (1971)
- The Mother and the Whore (1973)
- La Belle au bois dormant (1973)[4]
- La Dernière Carte (1974)
- La Vérité sur l'imaginaire passion d'un inconnu (1974)
- Closet Children (1977)
- Le Territoire (1981)
- Stav věcí (1982)
- Petit Joseph (1982)
- Pablo est mort (1983)
- La Consultation (1985)
- The Satin Slipper (1985)
- Un amour à Paris (1987)
- Caftan d'amour (1988)
- Accord parfait (1988)
- Erreur de jeunesse (1989)
- Carillon (1993)
- On appelle ça... le printemps (2001)
- Le lion est mort ce soir (2017)

## Divadlo
- Les Cuisines du château (1971)[5]
- Graal-théâtre (1978)
- Tête d'or (1980)
- Allez hop ! (1984)
- Les Parisiens (1986)

## Fotografie
- Portrait du dimanche (2002)
- Collection on display at the Cinémathique Française (2008)
- Výstavy: Chalon-sur-Saône (1993), Institut Lumière de Lyon (1996), Vídeň (1996), Paříž (2000) a Avignon (2001)[6]

## Adaptace a představení
- Maame fait ce qu'elle dit (2008)
- Avez-vous déjà rencontré Bonaparte (2014)